# Огаста
Огаста (енгл. Augusta) град је у САД у савезној држави Мејн и њен главни град. По подацима из 2000. у граду је живело 18.560 становника.

## Географија
Огаста се налази на надморској висини од 20 m. 

## Демографија
По попису из 2010. године број становника је 19.136, што је 576 (3,1%) становника више него 2000. године.
|                   | 2010.           | 2000.           |
| Укупно            | 19 136 (100,0%) | 18 560 (100,0%) |
| Белци             | 17 772 (92,87%) | 17 740 (95,58%) |
| Остали            | 711 (3,716%)    | 317 (1,708%)    |
| Хиспаноамериканци | 341 (1,782%)    | 160 (0,862%)    |
| Азијати           | 291 (1,521%)    | 250 (1,347%)    |
| Афроамериканци    | 21 (0,110%)     | 93 (0,501%)     |